# Acrolophus sepulcralis
Acrolophus sepulcralis är en fjärilsart som beskrevs av Edward Meyrick 1912. Acrolophus sepulcralis ingår i släktet Acrolophus och familjen Acrolophidae. Inga underarter finns listade i Catalogue of Life.